# Leszoszibirszk
Leszoszibirszk (oroszul: Лесосибирск) város Oroszország ázsiai részén, a Krasznojarszki határterületen, a Jenyiszej partján. Forgalmas teherkikötő, Szibéria egyik legnagyobb faipari központja.
Népessége: 61 139 fő (a 2010. évi népszámláláskor).

## Elhelyezkedése
A Krasznojarszki határterület déli részén, Krasznojarszktól kb. 280 km-re északra, a Jenyiszej bal partján, a folyó mentén több mint 30 km hosszan terül el. Az Angarántúli-felföld délnyugati részén, az Angara torkolatától 40 km-re északnyugatra fekszik. Az ipari zóna köré épült különálló lakóövezetekből áll, melyeket autóút köt össze. A lakóterületek között ritka nyír- és fenyőerdők nőnek; magát a várost észak, nyugat és dél felől tajga veszi körül.
Leszoszibirszkben van a Krasznojarszki határterület második legnagyobb folyami kikötője. A várost az Acsinszknál leágazó vasúti szárnyvonal köti össze a transzszibériai vasútvonallal, valamint országút köti össze Krasznojarszkkal és az északabbra fekvő Jenyiszejszkkel. A Jenyiszejen a folyami közlekedés a déli Abakantól az északi kikötőkig (Dugyinka, Igarka) végig biztosított, de a folyó alsó szakaszán a hajózási idény igen rövid.

## Története
A város helyén 1640-től Maklakov Lug falu állt. Maklakovo a 19. században egy alacsonyabb közigazgatási egység (voloszty) székhelye volt, az 1910-es években csak egy kisebb fűrészüzeme működött. A második világháború után nagy fűrésztelepeket, fafeldolgozó üzemeket létesítettek, és később a kiváló minőségű angarai fenyőből készült fűrészáru jelentős exportcikké vált. A faipari munkások részére két település épült: Novomaklakovo és Novojenyiszejszk. A régi Maklakovo és az új Novomaklakovo egyesítésével alapították meg a várost 1975-ben, majd 1989-ben Novojenyiszejszket is a városhoz csatolták.  

## Gazdasága
A város a szibériai erdő- és fafeldolgozó ipar egyik legnagyobb központja. Kedvező földrajzi helyzetéből adódóan a vasúti és a folyami szállítás nagy áruátrakodó állomása. Az Angara betorkolásától kezdve a Jenyiszej bővízű folyammá változik, ami kedvező viszonyokat teremt a vízi áruszállításhoz.
A teherkikötőt a norilszki nagy színesfémkohászati kombinát igényeinek figyelembevételével alapították 1975-ben, amikor elkezdődött az ottani (talnah-i) nikkel- és rézérc lelőhelyek kitermelése. Jelentősége tovább nővekedett a faipari export fejlődésével, majd az Angara alsó folyásának 2010-es években kezdődött iparosításával.
Leszoszibirszk egyik legnagyobb ipari létesítménye az 1. számú Erdő- és Fafeldolgozó Kombinát. A mai kombinát jogelődje 1969-ben kezdte meg a termelést, 2016-tól kezdve a Segezha vállalatcsoport tagja. Az 1960-ban alapított Novojenyiszejszki Erdőkémiai Komplexum 2015 óta a skandináviai RFI Consortium Ltd. cég irányítása alatt működik.

## Oktatás

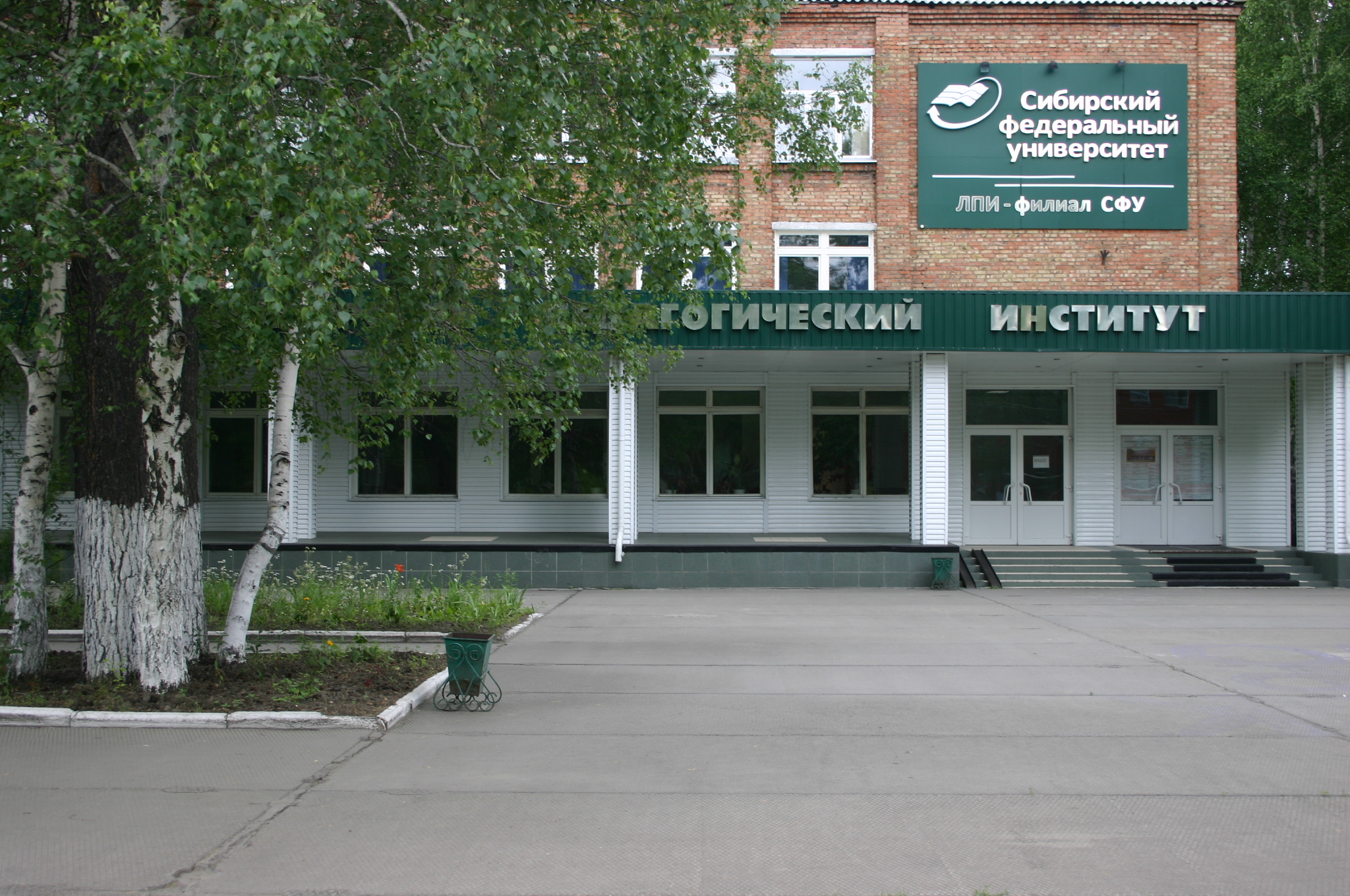
A pedagógiai főiskola bejárata

A város kiemelkedő oktatási intézménye a pedagógiai főiskola. 1977-ben Jenyiszejszkből helyezték át Leszoszibirszkbe, akkor még önálló főiskola volt, később többször átszervezték. 2015 december óta a Krasznojarszk székhelyű Szibériai Föderációs Egyetem (vagy A Föderáció Szibériai Egyeteme, oroszul: Сибирский федеральный университет) egyik kihelyezett tagozata.